# Fredric Hope
Fredric Hope, talvolta indicato come Frederic Hope o Fred Hope (New Brighton, 22 gennaio 1900 – Hollywood, 20 aprile 1937), è stato uno scenografo statunitense.

## Biografia
Ha preso parte a diversi film tra gli anni '20 e '30 tra cui Pranzo alle otto, Il ritorno della straniera, Quando una donna ama, La grande festa. Ha vinto l'Oscar alla migliore scenografia nell'ambito dei Premi Oscar 1935 per La vedova allegra, in condivisione con Cedric Gibbons.

## Filmografia
- L'idolo delle donne (The Prizefighter and the Lady), regia di W. S. Van Dyke e di (non accreditato) Howard Hawks (1933)
- Le due città (A Tales of Two Cities), regia di Jack Conway (1935)